# Antoine Bovy
Antoine Bovy fue un grabador medallista y escultor nacionalizado francés, nacido el 14 de diciembre de 1795 en Ginebra y fallecido en el año 1877 en Suiza. 
Alumno en París de Jean-Jacques Pradier.
Grabó muchas medallas de Napoleón.